# Psilocybe chionophila
Psilocybe chionophila är en svampart som beskrevs av Lamoure 1977. Psilocybe chionophila ingår i släktet slätskivlingar och familjen Strophariaceae.   Inga underarter finns listade i Catalogue of Life.